# Прикордонное (Ровненская область)
Прикордонное (укр. Прикордонне) — село в Острожской городской общине Ровненского района Ровненской области Украины.
До 2020 года входило в Острожский район.
Население по переписи 2001 года составляло 84 человека. Почтовый индекс — 35808. Телефонный код — 3654. Код КОАТУУ — 5624284202.